# Cyclospora cayetanensis
Cyclospora cayetanensis és un protozou Apicomplex de la família Eimeriidae estretament relacionat amb les espècies del gènere Eimeria. És un paràsit intestinal de transmissió fecal-oral que causa diarrea i gastroenteritis en l'ésser humà, coneguda com a ciclosporosi. A més, és l'única espècie del gènere Cyclospora que infecta humans, essent aquests el seu únic hoste.
És endèmic d'àrees tropicals però ha presentat casos de manera global. La majoria dels casos estan relacionats amb viatgers o amb brots alimentaris. La seva transmissió sembla deguda a la ingesta d'aliments com fruïtes i verdures contaminades, tot i que el contacte amb aigua fecalment contaminada per humans sembla un altre focus d'infecció. Això es veu reforçat ja que s'han aïllat partícules infectives (oocists) de fruites, verdures, aigua potable, piscines, llacs, rius, aigües residuals i del sòl. Aquests oocists són altament resistents a les condicions ambientals, els pesticides i als desinfectants; pel que el control d'aquest patogen és un problema.

## Taxonomia
Cyclospora cayetanensis pertany al fílum Apicomplexa, classe Sporozoasida, subclasse Coccidiasina, orden Eimeriorina, família Eimeriidae i gènere Cyclospora. S'han descrit 19 espècies de Cyclospora basats principalment en anàlisis microscòpics convencionals d'oocists en femta de rèptils, insectívors, rosegadors, primats i humans. Cyclospora cayetanensis és l'única espècie del gènere Cyclospora que se sap que infecta els humans. Anàlisis moleculars de seqüències nuclears de ssrDNA suggereixen que C. cayetanensis està estretament relacionada filogeneticament amb les espècies d'Eimeria i altres coccidis. C. cayetanensis difereix significativament d'altres espècies de Cyclospora descrites prèviament, no solament en que només té un hoste específic sino també en la morfologia dels oocists, sent aquests més petits i més rodons en lloc de les formes subesfèriques d'altres espècies de Cyclospora conegudes.
El gen 18S rRNA s'ha emprat per diferenciar Cyclospora d'altres paràsits apicomplexes. A més, l'anàlisi de seqüències de l'ADN ribosòmic 18S (rDNA) ha demostrat que les soques de Cyospospora d'humans i babuins difereixen en un 1,6% a 1,7%, mentre que clons de Cyclospora aïllats dins d'una mateixa espècie, difereixen només entre el 0,78% i 0,73%. Això ens indica que els clons de Cyclospora d'humans i babuins pertanyen a grups monofilètics diferents.

## Morfologia i cicle vital

### Cicle vital

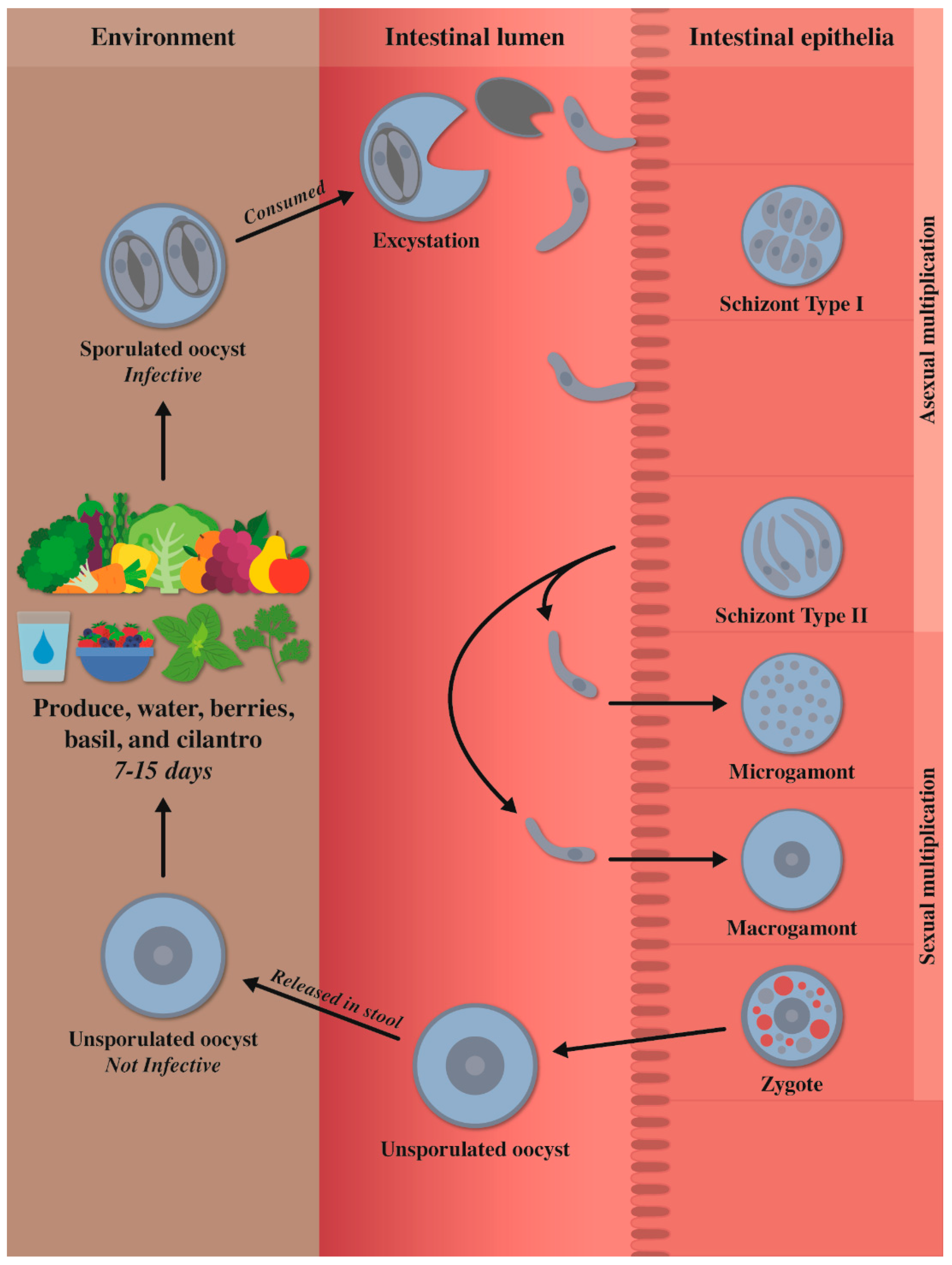
Cicle vital de Cyclospora cayetanensis.

Les infeccions per C. cayetanensis es produeixen principalment per la ruta oral-fecal i es transmet a través de la ingestió d'aigua o aliments contaminats (no s'ha descrit la transimissió persona a persona). Té un cicle de vida monoxènic, és a dir, amb un únic hoste, l'humà. Presenta alternancia de cicles de reproducció asexual (merogònic) i dereproducció sexual (esporogònic). La presència d'etapes asexuals i sexuals en el mateix hoste suggereix que el cicle de vida d'aquest microorganisme es pot completar dins d'un hoste.
Aquest cicle comença amb l'ingestió de l'oocist esporulat (l'estat infecciós, transmissible), que es desenquista a l'intestí i allibera quatre esporozoits. Aquests envaeixen les cèl·lules epitelials de l'intestí prim i es multipliquen provocant atrofiacions i l'alteració de les vellositats. Els esporozoits es troben dins del citoplasma cel·lular envoltats per una vacuola parasitòfora. Aquests es transformen en trofozoits, els quals, mitjançant divisió nuclear asexual per merogònia, formen els meronts que contenen els merozoits. S'originen dos tipus de meronts. Els de tipus I contenen de 8 a 12 merozoits, els quals penetren les cèl·lules epitelials i formen els meronts de tipus II, que contenen quatre merozoits. Un cop alliberats, aquests penetren altres cèl·lules i comença la fase sexual mitjançant la diferenciació a microgametòcits (masculins) o macrogametòcits (femenins). El primer forma numerosos microgamets flagelats. El macrogametòcit fertilitzat es transforma en zigot, desenvolupant una paret gruixuda i resistent, i es converteix en un oocist que conté l'esporont. Els oocists immadurs, no esporulats, s'alliberen per la femta a l'exterior, on l'esporont, sota condicions adients, es divideix en dos esporoquists, que contenen dos esporozoits cadascun.
Depenent de les condicions ambientals, els oocists requereixen de pocs dies a setmanes per madurar i transformar-se en oocists esporulats. Els estudis sobre oocists pertanyents a humans y micos suggereixen que l'esporulació òptima es dona a 22-30 °C en 7-14 dies. Els oocists dels coccidis poden persistir llargs períodes en el ambient, mantenint la seva capacitat infecciosa inclús sota condicions ambientals rigoroses. A més, aquests són molt resistents als desinfectants (incloent clor a concentracions utilitzades per al tractament de l'aigua) però molt sensibles a la dessecació (las sevas parets es trencan a partir dels 15 minuts). Poden sobreviure a l'aigua a 4 °C durant dos mesos i a 37 °C 7 dies. Per tant, el oocists necessiten humitat, temperatura moderada i temps suficient a l'ambient per fer-se infectius. L'aigua facilita el desenvolupament i transmissió dels oocists dels coccidis.

### Morfologia
Morfològicament, els oocists són esfèrics amb un diàmetre d'entre 8 i 10 μm. C. cayetanensis presenta dues formes: una immadura (no esporulada) i una altra madura (esporulada). Ambdues formes tenen un envolta fibril·lar de 63 nm de gruix, per sota de la qual es troba una paret de 50 nm. Aquestes capes protegeixen als cists del medi exterior. A l'interior de la forma inmadura s'observen uns grànuls, mentre que la forma madura conté dos esporocists amb dos esporozoits cadascú, amb una àrea apical estructuralment complexa, similar al conoide dels coccidis, amb ròptries i micronemes.
Els oocists solen ser alliberats en baixes quantitats, fins i tot per persones malaltes immunodeprimides. Els oocists no s'alliberen durant la primera setmana d'infecció, però en infeccions importants, els oocists s'extreuen juntament amb els excrements. En material fecal, el nombre d'oocists pot oscil·lar entre 102 i 104 oocists per gram de femta. La desaparició de símptomes i l'excreció d'oocists solen produir-se d'una a dues setmanes. Tanmateix, l'alliberament intermitent d'oocists de Cyclospora pot continuar fins i tot quan l'amfitrió és asimptomàtic.

## Patogènesi
Cyclospora infecta l'intestí prim, en particular el jejú, tot i que es poden presentar formes extraintestinals de la malaltia. La replicació d'etapes endògenes de Cyclospora durant la merogònia (esquizogònia) i, en menor mesura durant la gametogònia, produeixen alteracions de la mucosa a les vellositats intestinals i alteracions cel·lulars dels enteròcits (els quals adquireixen forma columnar o cuboide), atròfia, edema difús de les vellositats, hiperplàsia de les criptes i la hiperèmia reactiva, amb dilatació vascular i congestió de capil·lars. Aquests canvis patològics produeixen la pèrdua d'enzims digestius units a la membrana i disminueixen la superfície de l'intestí, provocant diarrea i una disminució de la presa d'electròlits, aigua i nutrients. La inflamació es produeix en una mesura substancial i està relacionada amb la infiltració per cèl·lules inflamatòries (de leucòcits polimorfonuclears, limfòcits, cèl·lules plasmàtiques) en teixits infectats com a resultat de l'atac immunitari de l'hoste contra el paràsit. Aquestes evidències, unides a l'absència d'invasió tissular, han suggerit la possibilitat que aquest procés estigués intervingut per una enterotoxina. Molts dels canvis inflamatoris poden persistir, inclús després que la infecció es curi.
El mecanisme íntim d'aquests esdeveniments és desconegut, però es suposa que serà similar al d'altres Apicomplexa: 
- Reconeixement intercel·lular, fixació mitjançant el conoide i formació de la "unió mòbil" esporozoit-enteròcit
- Alliberament del contingut de les ròptries i invaginació de la membrana dels enteròcits, facilitada pels moviments de lliscament, flexió i torsió dels esporozoits
- Fusió de la membrana invaginada, localització dels esporozoits a l'interior de vacúols parasitófors d'origen cel·lular, a prop del pol luminal, i la seva multiplicació cíclica.[7]

## Simptomatologia
La simptomatologia principal causada per l'infecció de C. cayetanensis son diarrea aquosa i voluminosa, anorexia, fatiga, rampes abdominals, nàusees, flatulències, febre baixa, dolors corporals i pérdua de pes. Pot produir deshidratació severa. La malaltia es autolimitada, però els símptomes poden recaure durant setmanes o mesos i la majoria d'individus sans presenten diarrea autolimitada lleu o moderada, és bastant comú, però es pot presentar com una diarrea severa, perllongada i crònica en individus immunocompromesos, inclús pot presentar lesió intestinal. La simptomatologia és més greu en individus grans i nens petits mentre que és més lleuguera en nens grans i adults. També pot haver infeccions asimptomàtiques i aquestes són molt freqüents en àrees endèmiques i la gravetat d'aquestes infeccions i la seva duració tendeix a ser menor després d'episodis repetits.
El període d'incubació dura al voltant de set dies, i la duració de la diarrea és major en pacients amb VIH (al voltant de 199 díes) i menor en pacients VIH negatius (57,2 díes). S'han informat d'alguns síndromes després de l'infecció per C. cayetanensis com el síndrome de Guillain-Barré i síndrome d'artritis reactiva (antigament síndrome de Reiter), i en pacients amb VIH es manifesta la malaltia biliar, la colecistitis acalculosa i la colangitis.Cyclospora cayetanensis és una important agent emergent causant de diarrea arreu del món i pot conduir a una morbilitat significativa en nens i en pacients amb SIDA. També és una causa important de malalties diarreiques transmeses per els aliments en països industrialitzats. Per altra banda, el curs clínic i la gravetat de l'infecció pot variar considerablement d'un pacient a un altre, i això depén en gran manera de l'estat immunitari de la persona
En àrees endèmiques, els nens més petits pateixen una simptomatologia més severa, pero l'exposició freqüent al patogen pot derivar en una disminució gradual de la gravetat de la malaltia a mesura que avancen les infeccions asimptomàtiques i, per tant, hi haurà absència d'infeccions simptomàtiques en adults. Al món desenvolupat, viatgers i expatriats les infeccios quasi sempre són simptomàtiques.
En el cas d'individus amb VIH, l'infecció causa una morbilitat significativa. El risc d'infecció i la gravetat de la malaltia está relacionat amb l'estat de immunosupressió dels pacients. Hi ha una alta tasa de recurrència de ciclosporosi en pacients amb VIH.
La ciclosporosi pot resultar particularment difícil en pacients que han rebut un trasplantament d'òrgan i estan sotmesos a un tractament immunosupressor.

## Diagnòstic

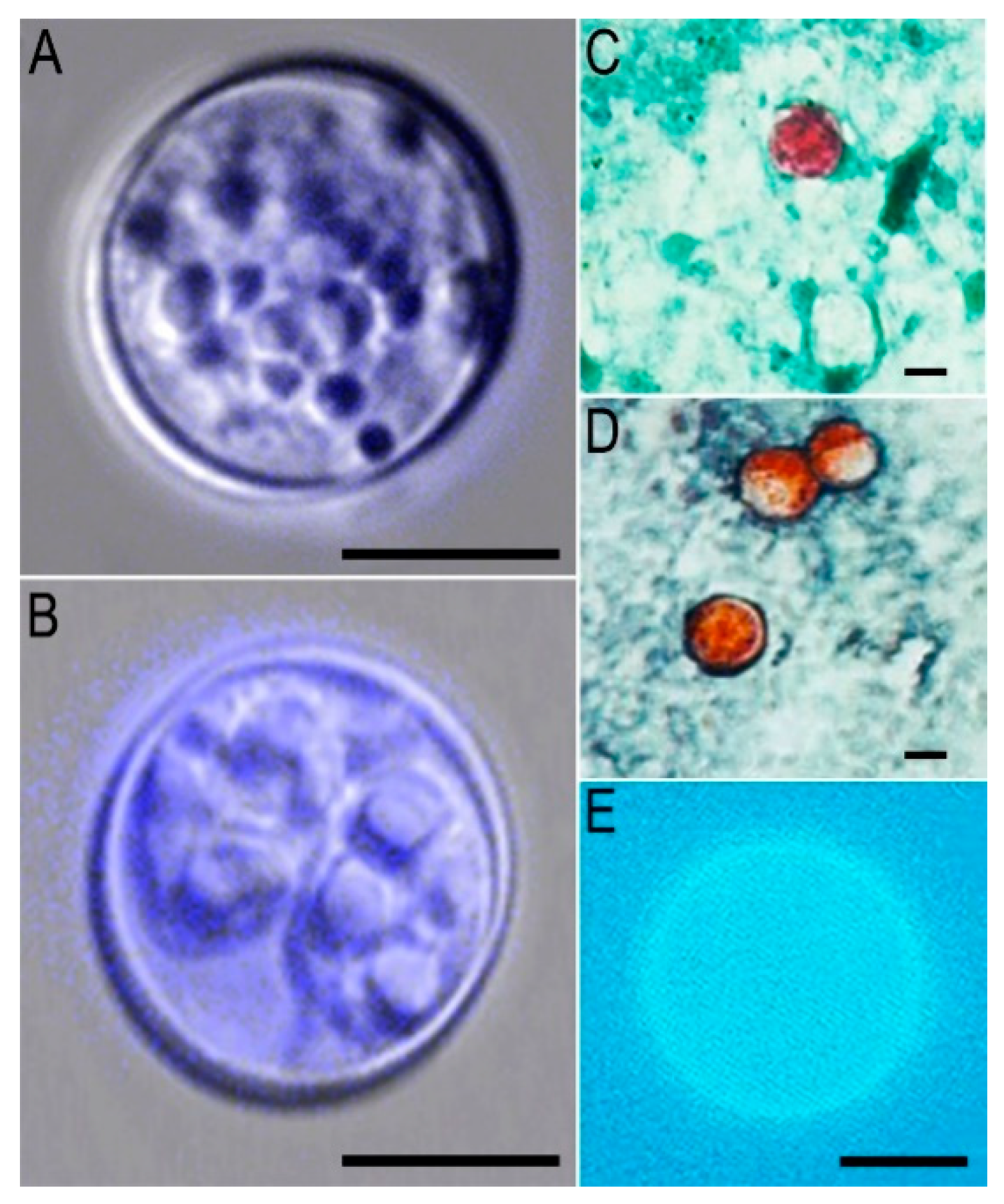
Oocists de Cyclospora cayetanensis. Sense tenyir, contrast d'interferència diferencial (A i B), tinció ràpida d'àcid (C), tinció de safranina (D), microscòpia de fluorescència ultraviolada (E). L'oocist en B està esporulat. Barres en A-E = 5 µm.

El diagnòstic parasitològic es basa en la detecció d'oocists rodons a les deposicions mitjançant tincions (normalment la tinció de Ziehl-Neelsen) i la conseqüent observació al microscopi. Cyclospora pot identificar-se mitjançant microscopia de camp brilliant o contrast de fases. Els oocists es tenyeixen de forma variable amb tècniques d'àcidesa ràpida, però es tenyeixen uniformement amb safranina modificada amb tractament amb microones o amb safranina a 85 °C durant 5 minuts utilitzant un bany d'aigua en lloc del escalfament amb microones. No obstant, això requereix a un professional capaç d'identificar-los. D'altra banda, una alternativa seria un examen de autofluorescència. La microscopía de fluorescencia es una tècnica útil per al cribat de preparacions humides de femta per els oocists que autofluoreixen en blanc-blavós o verd-fluix sota el microscopi de epifluorescència utilitzant A 330-380 DM ó 450-490 DM d'exitació de filtre, respectivament.També es podrien utilitzar tècniques moleculars com els panells intestinals basats en la tècnica de multiplex PCR que no només seria útil per detectar Cyclospora, sinó que també faria possible el reconeixement d'algún altre paràsit intestinal, bacteri o inclús virus. Tot i així, aquests panells comporten una despesa económica important, i per això no seria assequible utilitzar-los a països en desenvolupament.
Tot i que el gen 18S rRNA s'ha emprat per diferenciar Cyclospora d'altres paràsits apicomplexes, cal destacar que el gen de l'ARNr 18S està molt conservat i que el fet que hi hagi diverses còpies podria explicar una baixa variabilitat de seqüència; per tant, aquesta regió pot no ser útil per diferenciar els aïllats de C. cayetanensis o altres espècies de Cyclospora.
Respecte a tècniques serológiques actualment no hi ha proves serològiques disponibles. Malgrat en un estudi, es va probar la técnica ELISA amb anticossos IgG i IgM específics en individus amb oocists.
Per la detecció d'oocists en mostres clíniques s'han d'examinar moltes mostres de femta per descartar l'infecció per C. cayetanensis. S'han d'examinar tres mostres de femta recolectades en dies alterns dins d'un període de 10 dies per aconseguir una taxa de detecció superior al 95%. Es pot utilitzar un frotis humit amb iode o sense per detectat els oocists. També es poden utilitzar tècniques de sedimentació amb formalina-èter, o la flotació utilitzant una solució de sacarosa per a detectar un petit numero d'oocists en mostres de femta. És important mesurar els oocists, ja que d'altra manera, degut a la seva morfología i mida (7,5-10 μm), es podrien confondre amb amebes o cèl·lules inflamatòries o amb els oocists de Cryptosporidium, els quals mesuren de 4 a 6 μm. Així doncs, calen tècniques microscòpiques alternatives per aconseguir una major sensibilitat de detecció.
Respecte a tècniques moleculars, les mostres es poden emmagatzemar en dicromat de potassi per a detecció molecular o esporulació. Per microscopia directa les mostres s'enmagatzemen en formalina.
El diagnòstic de la infecció per Cyclospora també pot ser confirmada per la demostració de l'esporulació dels oocists. Si la mostra s'emmagatzema de 23º a 30º C durant 1 o 2 setmanes, els oocists es diferenciaran en oocists esporulats que contenen dos esporocists.
Actualment, els kits d'anticossos inmunofluorescents comercials no estan disponibles per Cyclospora.

## Tractament
El tractament per la ciclosporosi es basa en l'ús d'antibiotics, concretament trimetropim-sulfametoxazol (TMP-SMX), i aquest és efectiu tant en pacients inmunocompetents, com en pacients immunocompromessos. Hi ha un tractament alternatiu amb ciprofloxacina que s'utilitza en pacients alèrgics a la sulfonamida, encara que no és considerat tan efectiu com TMP-SMX. Altres antibiòtics com azitromicina, àcid nalidíxic, fluorat de diloxanida, tinidazol, norfloxacina i quinacrina, han sigut testats per al tractament de la ciclosporosi sense èxit.
La nitazoxanida s'utilitza per al tractament d'infeccions mixtes de paràsits amb protozous i helmints intestinals inclosa C. cayetanensis .
L'estreta relació entre Cyclospora spp. i Eimeria spp. suggereix que molts dels medicaments utilitzats en el tractament de la coccidiosis avícola poden ser efectius contra l'infecció per C. cayetanensis.

## Epidemiologia

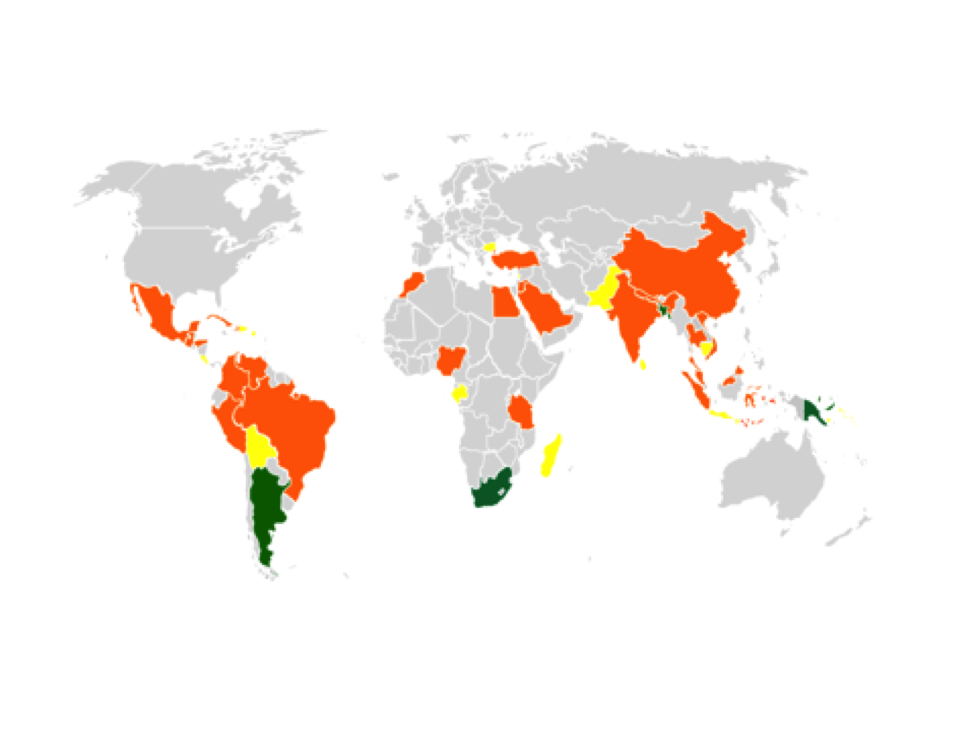
Àrees: on s'han descrit infeccions endèmiques (taronja), amb casos d'infecció sense un historial de viatge (verd) i visitades per viatgers que han patit posteriorment la infecció (groc)

Tot i que C. cayetanensis s'ha trobat tant en països en desenvolupament com en desenvolupats, aquest no es podria considerar que tingués una distribució cosmopolita, ja que aquells individus afectats a països desenvolupats tenen antecedents epidemiològics d'estades recents a països en vies de desenvolupament. Actualment, les àrees que es consideren endèmiques de Cyclospora són Centre-Amèrica i Sud-amèrica, diversos països de l'orient mitjà (Egipte i Turquia), el subcontinent indi inclòs el Nepal i el sud i l'est d'Àsia incloent Indonesia.
L'infecció està regida per les estacions. Aquesta estacionalitat varia segons la regió, majoritàriament degut a l'activitat humana, la contaminació mediambiental i com d'òptimes són les condicions per a que es doni l'esporulació. La incidència de C. cayetanensis incrementa durant els mesos càlids i, tot i que en algunes zones sembla que hi ha una correlació entre l'increment de casos i el període de pluges, la infecció per part d'aquest protist és majoritària durant els mesos més secs.

### Poblacions susceptibles
El paràsit s'ha detectat tant en individus sans com en pacients simptomàtics immunocompetens o immunodeprimits, pel que estaríem parlant d'un patogen primari, tot i que el percentatge d'infeccions variï entre aquest tipus d'individus. Amb tot, els nens, els estrangers i els pacients immunodeprimts en països endèmics seran més vulnerables a la infecció amb Cyclospora cayetanensis.
El major risc d'infecció i diarrea en nens es dona durant els 5 primers anys de vida, en els quals hi ha una probabilitat significativament més gran de patir una ciclosporosi que en l'edat adulta. Tot i així, les infeccions en infants amb menys de 18 mesos de vida solen ser escasses, el que s'atribueix als anticossos que han sigut conferits per part de la mare.
D'altra banda, els adults amb SIDA també presenten més susceptibilitat enfront del patogen.
A les zones endèmiques la susceptibilitat a la infecció i la presència de símptomes queda reduïda a aquells individus més vells i als més joves, sent els adults resistents o presentant infeccions asimptomàtiques. En individus joves, la severitat dels símptomes però, tendeix a ser més lleu i la duració de la infecció s'acurta després de cada infecció. Això és degut a la immunitat adquirida. En canvi, a les zones on Cyclospora no és endèmica la majoria de la població és susceptible a la infecció.
L'estatus socioeconòmic també podria afectar la infecció per C. Cayetanensis. La pobresa i un baix estatus socioeconòmic són considerats factors de risc. La ciclosporosi és comuna en zones endèmiques empobrides on les condicions sanitàries de l'aigua i del menjar són escasses o inexistents. Aquestes zones sovint manquen de letrines o vàter, provocant que hi hagi un augment del contacte dels excrements amb el sòl, augmentant així el risc d'infecció. A més, la pobresa també comporta que hi hagi un dèficit d'instal·lacions sanitàries.
El sexe no suposa diferències significatives en la incidència de la infecció de Cyclospora cayetanensis.

### Reservoris
El reservori d'aquest organisme és l'home. Pel que fa als vectors animals, sembla que la ramaderia no seria un focus d'infecció, atès que C. cayetanensis és incapaç de produir infeccions de manera regular en animals que no siguin humans (pollastres, ànecs, conills, ratolins, porcs, micos..), el que suggereix que hi ha una alta especificitat d'hoste. Tot i així si que es creu que els animals podrien ajudar a la dispersió d'oocists. A més, s'ha descobert que certes espècies de marisc (en concret Corbicula fluminea, una cloïssa) són capaces de retenir els oocists de Cyclospora fins a 13 dies, podent esdevenir un vector d'infecció.

### Factors de risc
El principal factors de risc per la ciclosporosi en països industrialitzats serien viatjar a àrees endèmiques de Cyclospora i el consum domèstic d'aigua o menjar contaminat (principalment productes frescos provinents de zones endèmiques). Els principals aliments que solen estar contaminats serien els gerds, els pèsols, l'alfàbrega; aliments difícils de netejar i que són consumits sense un processament previ que pugui inactivar o eliminar els oocists. Per exemple, en el cas dels gerds la seva pròpia topografia facilitaria l'atrapament dels oocists degut a que presenta unes projeccions similars a péls on quedarien unides aquestes partícules infectives. En canvi, els aliments pasteuritzats i els que són escalfats a altes temperatures abans de ser consumits no estan associats amb el patògen.
En països no industrialitzats, altres factors associats amb la infecció serien el consum d'aigua no tractada, la manca d'higiene, la presència d'animals domèstics a la llar i fins i tot el contacte amb el sòl.
Els criteris de prevenció i control d'aquest patogen semblen insuficients, ja que s'han trobat oocists a productes vegetals preenvasats així com en plantes depuradores d'aigua, l'aigua de l'aixeta, pous i d'altres en països europeus (Itàlia, Espanya) i americans (Canadà, Estats Units).

## Control i prevenció
Les infeccions per C. cayetanensis es poden prevenir millorant la cura personal i les condicions sanitàries per eliminar la transmissió fecal-oral dels aliments contaminats, l'aigua i mostres ambientals d' àrees endèmiques. També es pot prevenir evitant el consum de productes frescos sense cuinar particularment en les àrees endèmiques. L'aigua que s'utilitza per beure, preparar els aliments i rentar els productes frescos que es mengen crus ha de bullir-se o filtrar-se. Malgrat, aquestes pràctiques no eliminen completament els oocists dels productes contaminats, rentar el producte no elimina el risc de contraure l'infecció, perque alguns oocists romanen en el producte una vegada s'ha rentat. C. cayetanensis és resistent als desinfectants. D'altra banda s'han de controlar les fonts de contaminacions als camps, a les empacadores dels treballadors agrícoles sobretot a les àrees endèmiques ja que és clau per prevenir les infeccions. Les bones pràctiques agrícoles i de fabricació i el sistema globalment amonitzat són importants per evitar l'introducció del patogen en els cultius agrícoles. Rentar-se minuciosament les mans i el tractament adequat de les aigües residuals són també esencials. Els treballadors que manifestin símptomes de gastroenteritis han d'evitar el contacte amb aliments frescos.
Al món desenvolupat els passos a seguir més importants per prevenir les infeccions són una bona educació per la salut, la cura personal, rentar-se les mans, canvis en els hàbits alimentàris, l'aigua potable, les infraestructures sanitàries adequades i tractaments d'aigües residuals. Malgrat, en països no desenvolupats amb baixos ingressos aquests passos representen un desafiament difícil. La prevenció de la geofàgia en els nens és important degut a que es poden transmetre malalties pel sòl. Les relacions entre la marginació social i la ciclosporosis comporta implicacions importants per a les intervencions de salut pública dirigides a l'infecció en grups de persones amb escassos recursos. Una gran consciència del paràsit i de la malaltia comportaria una millora dels programs de vigilancia del coccidi i aumentaria la probabilitat i la ràpida detecció de futures epidèmies. Cal implementar tècniques de detecció als laboratoris i al camp per ajudar a controlar l'infecció i prevenir els brots locals i associats a productes contaminats.
Altres aspectes de control i prevenció utilitzats per a altres infeccions causades per coccidis també es poden aplicar a les infeccions per C. cayetanensis. En l'actualitat, no existeix cap vacuna per protegir als humans de les infeccions per coccidis.